# Tommy Wiseau
Thomas Wiseau (/ˈwaɪzoʊ/ Poznań, Polònia) és un actor i director polonès-estatunidenc. És conegut per escriure, produir, dirigir i protagonitzar la pel·lícula The Room (2003), que ha estat descrita per molts crítics com una de les pitjors pel·lícules mai fetes; això ha fet que guanyi l'estatus de pel·lícula de culte. L'any 2004 va dirigir un documental anomenat Homeless in America i el 2015 la comèdia de situació The Neighbors.
Molts detalls sobre la vida privada de Wiseau (la seva edat i el seu origen romanen sense verificar, cosa que ha estat un tema d'intensa especulació per part dels fans i de diversos articles polèmics. El 2013 es va publicar el llibre de no-ficció The Disaster Artist: My Life Inside The Room, the Greatest Bad Movie Ever Made per Greg Sestero, un dels protagonistes de The Room, la qual es va adaptar al cinema l'any 2017 per James Franco, una crònica de la realització de la pel·lícula i la vida darrere de càmeres de Wiseau.

## Biografia

### Inicis
Tommy Wiseau és molt reservat sobre la seva història. En moltes entrevistes, ell ha assegurat haver viscut a França «fa molt temps»; i que després va créixer a Nova Orleans, Louisiana; i ha descrit tenir una «família completa» a Chalmette, Louisiana. A les entrevistes que van seguir el llançament de The Room el 2003, Wiseau va dir la seva edat, el que indicaria que va néixer o el 1968 o el 1969, però el seu amic Greg Sestero el 2013 assegura al seu llibre The Disaster Artist que la xicota del seu germà va obtenir còpies dels papers d'immigració dels Estats Units de Wiseau i va descobrir que va néixer «molt abans» del que ell assegura, en el Bloc de l'Est a mitjans-finals dels anys 50.
Al seu documental del 2016, Room Full of Spoons, Rick Harper assegura haver investigat el passat de Wiseau concloent que és polonès i que és originari de la ciutat de Poznań. Wiseau va confirmar públicament l'any 2017 que ell és originari d'Europa: «En poques paraules, jo vaig créixer a Europa fa molt de temps, però sóc americà i estic molt orgullós de ser-ho.» En una entrevista amb Howard Stern, el desembre del 2017, afirma que pot parlar francès fluidament i que és catòlic.
A The Disaster Artist, Sestero reafirma que Wiseau li va revelar -a través «[d' ]històries fantàstiques, tristes, contradictòries»- que al quan va ser un jove adult es va mudar a Estrasburg, on va adoptar el nom de «Pierre» i va treballar fregant plats a un restaurant. Segons Sestero, Wiseau va descriure ser erròniament detingut seguint una batuda policial a un alberg i acabar traumatitzat pel mal tracte que va tenir per part de la policia francesa, el que el va portar a emigrar als Estats Units per suposadament viure amb una tieta i un tiet a Chalmette.

### La seva vida a Amèrica

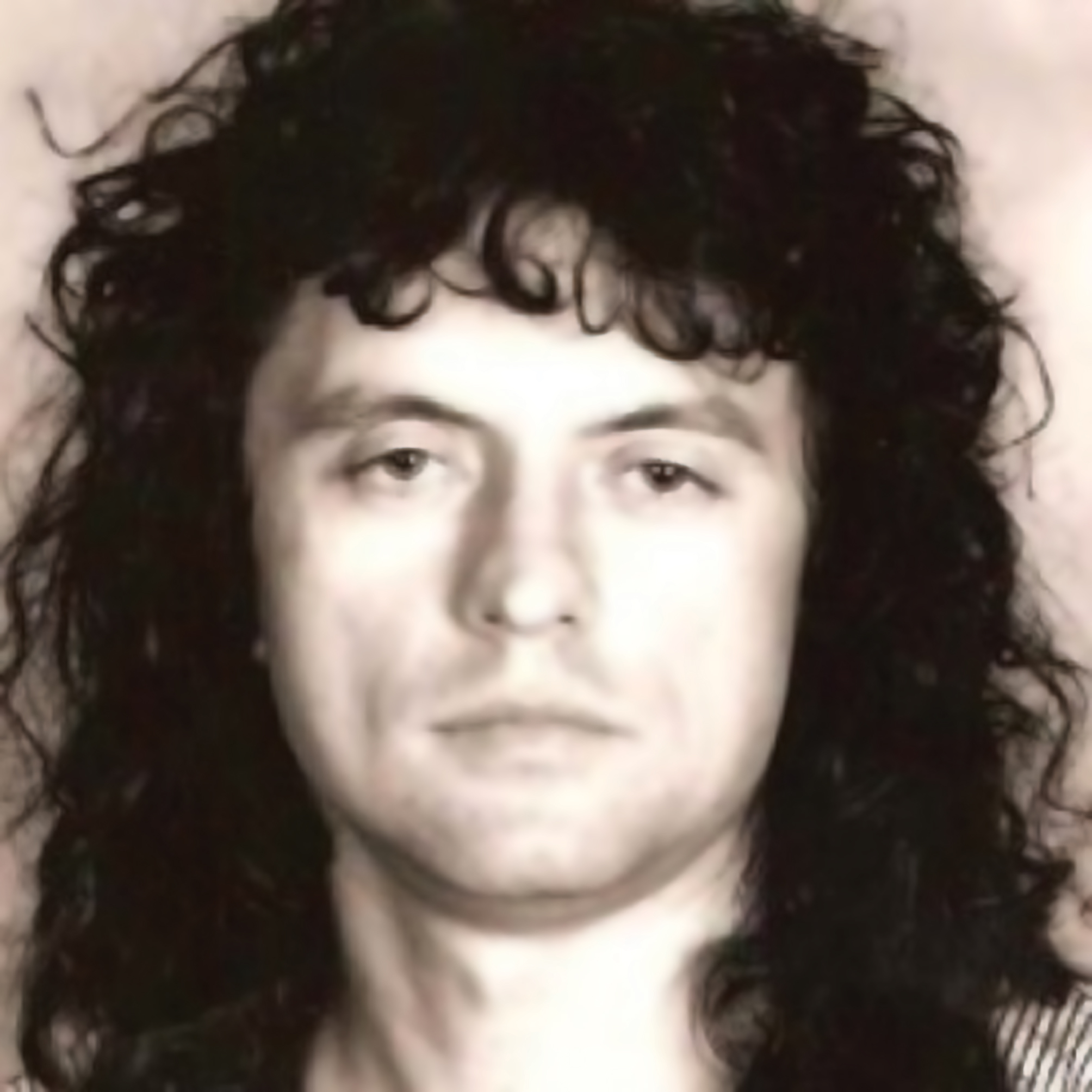
Imatge sense datar de Wiseau

Sestero afirma que després que Wiseau hagi viscut Louisiana per algun temps, es muda a San Francisco, Califòrnia, on va treballar com a venedor ambulant venent joguines a turistes a prop de Fisherman's Wharf. Wiseau suposadament va guanyar el sobrenom de «The Birdman» per les seves joguines d'ocells les quals en aquell moment solament eren populars a Europa; això el va portar a canviar el seu nom legalment quan va ser un ciutadà estatunidenc a Thomas Pierre Wiseau, agafant la paraula francesa per «ocell» (oiseau) i canviant la O per una W pel seu nom de naixement.
Al voltant d'aquelles dates, Wiseau també afirma que va obtenir un grau universitari en psicologia de la universitat Laney Community College a Oakland, assegurant que es va graduar en el quadre d'honor.
Segons Sestero, Wiseau va treballar en moltes feines diferents, la seva primera sent un tècnic a una línia de muntatge a General Motors. Més tard, va operar un negoci anomenat Street Fashions USA que venia texans blaus amb tares a preus més baixos. En el mateix llibre de Sestero, però, Sestero admet que la idea de Wiseau convertint-se en una persona adinerada tan ràpid a través de les feines que ell assegura haver tingut és tan improbable que a ell li sembla impossible de creure. Sestero suggereix en moltes ocasions que molta gent involucrada en la creació de The Room creien que la pel·lícula era part d'algun tipus de blanqueig de diners per part d'alguna organització criminal, però Sestero mateix considera això improbable.
Wiseau assegura que va estar involucrat en un accident de cotxe quasi mortal a Califòrnia després que un altre conductor no respectés un semàfor vermell i es xoqués contra el cotxe de Wiseau; com a resultat va estar hospitalitzat múltiples setmanes. Sestero suggereix que aquest accident va ser un punt clau a la vida de Wiseau el què el va portar a perseguir els seus somnis d'esdevenir un actor i un director, ambicions que havia deixat apartades mentre perseguia la seva estabilitat financera.

## Carrera

### Cinema

#### Influències i primers projectes
Wiseau ha declarat que ha estat influenciat per pel·lícules com The Guns of Navarone i Citizen Kane, i específicament per actors com James Dean and Marlon Brando. D'acord amb Sestero, l'obsessió de Wiseau amb James Dean era tan intensa que moltes vegades visitava a Los Angeles un restaurant, propietat d'un antic conegut de Dean, a més diverses línies de diàleg a The Room (incloent-hi l'infame plor «you are tearing me apart, Lisa!») estan basades en línies de Rebel Without a Cause. Wiseau també cita les seves influències cinematogràfiques incloent-hi Tennessee Williams,Orson Welles, Elizabeth Taylor, and Alfred Hitchcock.
Sestero menciona que l'actor ha estat «intentant irrompre» a Hollywood des de finals dels 80s, i explica haver vist una cinta de VHS sense data de Wiseau a la classe d'interpretació de Vincent Chase (amb qui Wiseau tingué una relació polèmica). Aparentment ell es va matricular a l'assignatura de Chase al voltant del 1994. Wiseau presumptament també va assistir a classes de cinematografia a Los Angeles Community College.
Durant aquest temps, Wiseau va dirigir una pel·lícula d'estudiants, Robbery Doesn't Pay, filmada amb una càmera súper 8 a Westwood, Los Angeles. La pel·lícula, que no és protagonitzada per Wiseau, ha estat descrita per Sestero com «sol un noi caminant mentre mira cotxes al so de 'Blue Monday' d'Orgy.»

#### The Room
Artícle relacionat: The Room
El llargmetratge de Wiseau, The Room, es va estrenar l'any 2003. El seu pressupost era de 6 milions de dòlars americans, finançament que encara resulta un misteri avui en dia. El llargmetratge va ser filmada amb dues càmeres, una en alta definició i una de 35mm, i que segons Wiseau «ningú en el món havia filmat un llargmetratge amb dos formats [sic]». El guió de la pel·lícula va ser escrit a partir d'una novela de 600 pàgines no publicada, escrita per ell mateix. La pel·lícula va ser immediatament estomacada pels crítics, però finalment va esdevenir una pel·lícula de culte clàssica, fent que cinemes al voltant de tot el món la projectessin en sessions nocturnes. L'audiència típicament arriba portant perruques per així assemblarse al seu personatge preferit, interactuant amb el diàleg de la pantalla, tirant culleres de plàstic o pilotes de futbol americà per la sala en referència als fets que passen en pantalla. Aquesta popularitat va portar a fer un tour internacional, del 2010 al 2011, projectant la pel·lícula en diferents països com van ser Anglaterra, Alemanya, Dinamarca, Austràlia i l'Índia, junt amb altres llocs. Wiseau apareix a molts d'aquests esdeveniments, fotografiant-se amb els fans i sovint parlant amb l'audiència abans de la projecció de la pel·lícula.
El 2017 l'adaptació de l'autobiografia de Greg Sestero The Disaster Artist per part de James Franco, que fa el paper de Wiseau, va fer-li guanyar el Globus d'Or al millor actor musical o còmic. Wiseau va donar la seva aprovació, així com de Dave Franco, germà de James, com a Greg Sestero. Tommy Wiseau fa una cameo a l'escena de post-credits scene com Henry. En una entrevista amb Jimmy Kimmel a finals del 2017 promocionant l'adaptació Wiseau afirma que el solament el 40% del llibre és vertader.

#### Later film projects (2004–present)

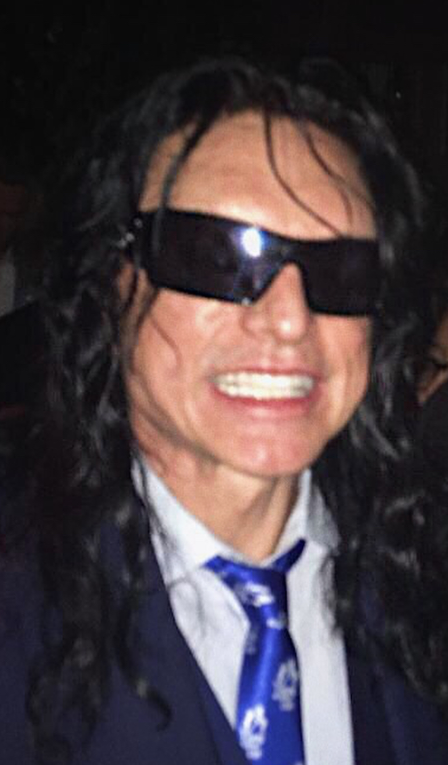
Wiseau a la projecció de The Disaster Artist l'any 2017

L'any 2004, Wiseau va produir així com aparèixer en un curt documental, Homeless in America. El 2010 va protagonitzar un film paròdic d'horror de 15 minuts titulat The House That Drips Blood on Alex.
El març de 2015, Wiseau va declarar al fil de «ask me anything» (en català: pregunta'm el que vulguis) de Reddit que havia començat a treballar en un nou projecte anomenat The Foreclosure.
Al setembre d'aquest mateix any, Wiseau va expressar que tenia ganes de dirigir la seqüela de Els Quatre Fantàstics (2015), ja que tenia una gran admiració personal envers la pel·lícula.
Va aparèixer com a enemic amb el nom de Linton Kitano a Samurai Cop 2: Deadly Vengeance, la seqüela de la pel·lícula de culte Samurai Cop. A l'octubre de 2016 va ser anunciat que Wiseau i Sestero protagonitzarien una pel·lícula anomenada Best F(r)iends. El llargmetratge està escrit per Sestero i va ser filmat en secret a Los Angeles. La pel·lícula va estrenar-se el 4 de setembre de 2017 al Prince Charles Cinema, Londres. El 30 d'aquest mateix mes va ser projectada durant el BeyondFest a l'Egyptian Theatre, a Los Angeles. La pel·lícula va ser projectada en parts, la primera el 30 de març i el 2 d'abril del 2018 i la segona part l'1 i el 4 de juny del mateix any.
A principis de febrer de 2019, abans de la projecció de The Room al Prince Charles Cinema, Wiseau va revelar un avenç del tràiler per la seva segona pel·lícula, Big Shark. En el tràiler apareixen Wiseau, Sestero, Isaiah LaBorde, i un gran tauró. En una sessió de preguntes i respostes de després de la projecció, Sestero va dir que la pel·lícula està planejada per ser estrenada el setembre de 2019.

### Televisió
L'any 2008, Wiseau va produir i aparèixer en un episodi pilot de la sèrie The Neighbors. El tràiler mostrava una sèrie de clips ambientats en una oficina. La web de la sèrie, acompanyada de tràilers i notícies de projeccions de The Room el 2015, declarà que el show estaria disponible a diversos medis de distribució el març de 2015.
El 2009, Wiseau va ser un convidat-protagonista en un episodi de Tim and Eric Awesome Show, Great Job! titulat "Tommy", on Wiseau dirigia un segment titulat «Pigman». Després que Wiseau expressés el desig de treballar amb el duo una altra vegada, Tim Heidecker i Eric Wareheim van anunciar, el 2009, que estaven desenvolupant dues sèries per a ell.
El 2010, Wiseau va aparèixer a la sèrie de comèdia televisiva de Marc Wootton, La La Land. En aquest mockumentary (tipus de show on es presenten fets ficticis en forma de documental, com podrien ser The Office o Parks and Recreation), el personatge de Wotton, Gary Garner, acceptava el paper que Wiseau li proposava per a la producció que estava realitzant. Wiseau feia fora del set a Wotton després que aquest de broma suggereix que utilitza diners de la producció per a comprar tiquets de loteria.

### Internet
L'any 2011, Wiseau va protagonitzar una web sèrie a YouTube, Tommy Explains it All, on explicava els seus punts de vista en diversos tòpics de Ciutadà Kane fins a l'art de besar.
Wiseau va protagonitzar segments a Machinima.com anomenats The Tommy Wi-Show. Els segments mostren a Wiseau jugant a diversos videojocs, com Mortal Kombat and Driver: San Francisco, mentre els comenta.

## Vida personal
Wiseau roman silenciós sobre els detalls de la seva vida privada i familiar. L'any 2017, va explicar a Entertainment Weekly, «jo crec que la vida privada ha de romandre vida privada, i la vida professional ha de romandre vida professional, així és com penso, i tinc el dret de fer això [sic].» Durant una entrevista el 2016 amb James Franco, Wiseau va referir-se a Greg Sestero com el seu «millor amic».

## Filmografia

### Films
| Any  | Títol                              | Director | Productor | Guionista | Actor | Personatge     | Notes                 |
| 2003 | The Room                           | Sí       | Sí        | Sí        | Sí    | Johnny         |                       |
| 2004 | Homeless in America                | Sí       | Sí        | Sí        | Sí    | Ell mateix     | Entrevistador         |
| 2010 | The House That Drips Blood on Alex |          |           |           | Sí    | Alex           | Curt                  |
| 2011 | Bump                               |          |           |           | Sí    | Rick           | Curt                  |
| 2013 | A Happy Memorial Day Message       |          |           |           | Sí    | Ell mateix     | Anunci                |
| 2015 | Samurai Cop 2: Deadly Vengeance    |          | Executiu  |           | Sí    | Linton Kitano  |                       |
| 2016 | Cold Moon                          |          |           |           | Sí    | Rodeo Official | Cameo                 |
| 2016 | Enter the Samurai                  |          |           |           | Sí    | Ell mateix     |                       |
| 2017 | The Disaster Artist                |          |           |           | Sí    | Henry          | Cameo sense acreditar |
| 2018 | Best F(r)iends                     |          |           |           | Sí    | Harvey Lewis   |                       |
| 2018 | Scary Love                         |          |           |           | Sí    | Ell mateix     | Video musical         |
| 2019 | Big Shark                          | Sí       | Sí        | Sí        | Sí    | Patrick        | En gravació           |

### Televisió
| Any  | Títol                                 | Director | Productor | Guionista | Actor | Personatge         | Notes            |
| 2009 | Tim and Eric Awesome Show, Great Job! | Sí       |           |           | Sí    | Ell mateix         | Episodi: "Tommy" |
| 2010 | La La Land                            |          |           |           | Sí    | Ell mateix         | Episodi 1.6      |
| 2015 | The Neighbors                         | Sí       | Sí        | Sí        | Sí    | Charlie Ricky Rick |                  |

### Web shows
| Any       | Títol                 | Director | Productor | Guionista | Actor | Personatge | Notes                                                                       |
| 2011–2012 | The Tommy Wi-Show     |          |           |           | Sí    | Ell mateix |                                                                             |
| 2011      | Tommy Explains it All |          |           |           | Sí    | Ell mateix |                                                                             |
| 2018      | Nerdist Presents      |          |           |           | Sí    | Joker      | Videos: Tommy Wiseau’s The Dark Knight i Tommy Wiseau's Joker Audition Tape |